# Campeonato de Ucrania de Ciclismo en Ruta
Los Campeonatos de Ucrania de Ciclismo en Ruta se organizan anualmente desde el año 1997 para determinar el campeón ciclista de Ucrania de cada año. El título se otorga al vencedor de una única carrera. El vencedor obtiene el derecho a portar un maillot con los colores de la bandera ucraniana hasta el Campeonato de Ucrania del año siguiente.

## Palmarés
| Año  | Campeón             | Segundo            | Tercero                   |
| 1957 | Vladimir Stoliarov  | Arkadi Amatumi     | Georg Vinnik              |
| 1958 | Mikhaïl Kourbatov   | N. Kirijenko       | Nikolaï Etschenko         |
| 1992 | Vladimir Poulnikov  | Evgueni Zagrebelny | Oleg Petrovitch Chuzhda   |
| 1996 | Oleg Pankov         | Mikhaylo Khalilov  | Alexandre Markovnitchenko |
| 1997 | Yuri Prokopenko     | Andreï Korolev     | Serguei Bodatchiov        |
| 1998 | Vladimir Duma       | Vasiliy Zaika      | Dimitri Schipak           |
| 1999 | Olexander Fedenko   | Oleg Pankov        | Ruslan Pidgornyy          |
| 2000 | Vladimir Duma       | Volodymyr Gustov   | Valeriy Kobzarenko        |
| 2001 | Kyrylo Posyeyev     | Sergiej Sawieliew  | Serguei Avdeev            |
| 2002 | Olexandr Klymenko   | Ruslan Pidgornyy   | Alexis Nakazniy           |
| 2003 | Serhiy Honchar      | Sergiy Matveyev    | Maksym Rudenko            |
| 2004 | Oleg Ruban          | Vladimir Duma      | Denys Kostyuk             |
| 2005 | Mijailo Jalilov     | Roman Luhovyy      | Oleksandr Kvachuk         |
| 2006 | Volodymyr Zagorodny | Volodymyr Starchyk | Denys Kostyuk             |
| 2007 | Volodymyr Zagorodny | Ruslan Pidgornyy   | Mijailo Jalilov           |
| 2008 | Ruslan Pidgornyy    | Denys Kostyuk      | Volodymyr Zagorodny       |
| 2009 | Volodymyr Starchyk  | Oleksandr Kvachuk  | Ruslan Pidgornyy          |
| 2010 | Vitaliy Popkov      | Ruslan Pidgornyy   | Oleksandr Sheydyk         |
| 2011 | Oleksandr Kvachuk   | Anatoliy Pakhtusov | Oleksandr Polivoda        |
| 2012 | Andriy Grivko       | Dmytro Krivtsov    | Oleksandr Polivoda        |
| 2013 | Denys Kostyuk       | Vitaliy Buts       | Volodymyr Zagorodny       |
| 2014 | Vitaliy Buts        | Denys Kostyuk      | Dmytro Krivtsov           |
| 2015 | Mykhailo Kononenko  | Denys Kostyuk      | Oleksandr Polivoda        |
| 2016 | Oleksandr Polivoda  | Vitaliy Buts       | Denys Kostyuk             |
| 2017 | Vitaliy Buts        | Andrii Bratashchuk | Oleksandr Polivoda        |
| 2018 | Oleksandr Polivoda  | Andrii Bratashchuk | Maksym Vasilyev           |
| 2019 | Andriy Kulyk        | Oleksandr Polivoda | Mykhailo Kononenko        |
| 2020 | Mykhailo Kononenko  | Anatoliy Budyak    | Oleksandr Golovash        |
| 2021 | Andrii Ponomar      | Anatoliy Budyak    | Andriy Kulyk              |
| 2022 | No se disputó       | No se disputó      | No se disputó             |
| 2023 | Maksym Bilyi        | Anatoliy Budyak    | Serhii Sydor              |
| 2024 | Serhii Sydor        | Anatoliy Budyak    | Daniil Yakovlev           |
| 2025 | Heorhii Antonenko   | Mykola Hovorun     | Bogdan Hovorun            |